# Whitsundayöarna (nationalpark)
Whitsunday Islands National Park ligger cirka 920 km nordväst om Brisbane utanför Queenslands kust i Australien. Nationalparken omfattar större delar av ögruppen Whitsundayöarna.
Nationalparken förvaltas genom Queensland Parks and Wildlife Service. Parken irättades 1944 och har en area om cirka 170 km².